# Liste des séjours et des traversées de l'escadre de Suffren aux Indes
Pour un article plus général, voir Pierre André de Suffren.
Cette liste reprend les séjours et les traversées que Suffren réalise aux Indes avec son escadre entre 1781 et 1784.
| Lieu de relâche                            | Arrivée           | Départ            | Durée de séjour (en jours) | Durée de traversée (en jours, depuis l'étape précédente) | Évènements |
| ------------------------------------------ | ----------------- | ----------------- | -------------------------- | -------------------------------------------------------- | --- |
| Brest                                      | janvier 1781      | 22 mars 1781      | -                          | -                                                        | Départ avec 5 vaisseaux, 1 corvette, 8 transports et 1 millier de soldats pour Le Cap Bataille de la Praya (16/04) |
| Le Cap (Sud de l’Afrique)                  | 21 juin 1781      | 29 août 1781      | 38                         | 59                                                       | Mise à l'abri de la colonie hollandaise du Cap : débarquement anglais ajourné et route des Indes maintenue ouverte. |
| île-de-France (Océan Indien)               | 25 octobre 1781   | 7 décembre 1781   | 43                         | 27                                                       | Jonction avec les forces françaises de l’océan Indien à l'Île-de-France : escadre qui monte à 11 vaisseaux, 3 frégates, 4 petites unités, 10 transports et 3 000 soldats Capture d’un vaisseau anglais pendant la traversée vers l’Inde (20/01) Bataille de Sadras (17/02) |
| Pondichéry/Porto-Novo (Côte de Coromandel) | 21 février 1782   | 23 mars 1782      | 30                         | 77                                                       | Débarquement des troupes du général Pierre Duchemin (09/03) qui prend Gondelour (03/04) Début de la coopération militaire avec le gouverneur hollandais de Ceylan Début de la campagne contre le commerce anglais menée par les frégates Bataille de Provédien (12/04)     |
| Batticaloa (Ile de Ceylan)                 | 30 avril 1782     | 3 juin 1782       | 33                         | 38                                                       | Repos et ravitaillement de l'escadre Refus de Suffren de rentrer sur l'île-de-France, malgré la demande insistante d'une partie de ses officiers |
| Trinquebar (Côte de Coromandel)            | 5 juin 1782       | 20 juin 1782      | 15                         | 2                                                        | Repos et ravitaillement de l'escadre |
| Gondelour (Côte de Coromandel)             | 20 juin 1782      | 3 juillet 1782    | 13                         | 0                                                        | Bataille de Negapatam (06/07) Renvoi de trois commandants jugés incompétents par Suffren, démission d’un quatrième. |
| Gondelour                                  | 8 juillet 1782    | 1er août 1782     | 23                         | 5                                                        | Alliance avec le nabab Haidar Alî (26-29/07) |
| Batticaloa (Ile de Ceylan)                 | 9 août 1782       | 23 août 1782      | 14                         | 8                                                        | Arrivée des premiers renforts : 2 vaisseaux, 17 transports, 600 soldats (21/08) |
| Trinquemalay (Ile de Ceylan)               | 25 août 1782      | 1er octobre 1782  | 11                         | 2                                                        | Débarquement et prise du port de Trinquemalay (26-31/08), Bataille de Trinquemalay (03/09) Echouage de l’Orient (07/09) Brouille de Suffren avec certains de ses officiers : démission définitive de deux commandants et provisoire de deux autres (23/09)                 |
| Gondelour                                  | 4 octobre 1782    | 15 octobre 1782   | 11                         | 4                                                        | Echouage du Bizarre (04/10) |
| Achem (Ile de Sumatra)                     | 2 novembre 1782   | 20 décembre 1782  | 48                         | 18                                                       | Hivernage de l’escadre (mise à l'abri de la mousson d'hiver) |
| Orissa (Golfe du Bengale)                  | 8 janvier 1783    | 17 janvier 1783   | 9                          | 19                                                       | Capture d’une frégate anglaise (11/01) |
| Gondelour                                  | 6 février 1783    | 16 février 1783   | 10                         | 20                                                       | Active campagne sur la côte de Coromandel contre le commerce anglais (50 bâtiments capturés ou détruits de 02/1782 à 06/1783) |
| Trinquemalay                               | 23 février 1783   | 14 mars 1783      | 19                         | 8                                                        | Arrivée des renforts principaux : 3 vaisseaux, 1 frégate, 35 transports, 2 500 soldats (11/03) Suffren passe sous le commandement nominal de Bussy-Castelnau |
| Gondelour                                  | 17 mars 1783      | 23 mars 1783      | 6                          | 3                                                        | Débarquement à Gondelour et Porto-Novo des forces de Bussy (17-23/03) |
| Porto-Novo                                 | 31 mars 1783      | 4 avril 1783      | 4                          | 7                                                        | |
| Trinquemalay                               | 11 avril 1783     | 11 juin 1783      | 61                         | 7                                                        | Échec de la tentative d'intercepter un gros convois anglais de renforts au large de Madras Perte de la corvette la Naïade dans un combat isolé Repos et réorganisation de l'escadre en raison du manque d'hommes                                                           |
| Gondelour                                  | 14 juin 1783      | 21 juin 1783      | 7                          | 3                                                        | Bataille de Gondelour (20/06) |
| Pondichéry                                 | 21 juin 1783      | 22 juin 1783      | 1                          | 0                                                        | |
| Gondelour                                  | 23 juin 1783      | 1er août 1783     | 37                         | 1                                                        | Arrivée de la nouvelle de la paix, cinq mois après sa signature (29/06) |
| Trinquemalay                               | 6 août 1783       | 15 septembre 1783 | 40                         | 6                                                        | |
| Pondichéry                                 | 17 septembre 1783 | 26 septembre 1783 | 9                          | 2                                                        | |
| Trinquemalay                               | 29 septembre 1783 | 6 octobre 1783    | 7                          | 3                                                        | Retour vers la France. 5 vaisseaux et 3 frégates laissés en Inde (chef d’escadre de Peynier) |
| Île-de-France                              | 12 novembre 1783  | 29 novembre 1783  | 17                         | 37                                                       | |
| Le Cap                                     | 22 décembre 1783  | 3 janvier 1784    | 12                         | 23                                                       | |
| Toulon                                     | 25 avril 1784     | -                 | -                          | 81                                                       | Fin du journal de bord du Héros Désarmement de l'escadre |

## Sources
- Jean Meyer et Martine Acerra, Histoire de la marine française : des origines à nos jours, Rennes, Ouest-France, 1994, 427 p. [détail de l’édition] (ISBN 2-7373-1129-2, BNF 35734655)
- Rémi Monaque, Suffren : un destin inachevé, édition Tallandier, 8 octobre 2009, 494 p. (ISBN 978-2-84734-333-5 et 2-84734-333-4)